# Luz Elena González
Luz Elena González  (Guadalajara, Jalisco, Mexikó, 1970. augusztus 22. –) mexikói színésznő.

## Magánélete
1970. augusztus 22-én született Guadalajarában. Hozzáment Bernardo Martínezhez, akitől két gyermeke született: Santiago és Maria José.

## Filmográfia

### Telenovellák
- Sin tu mirada (2017) - Susana Balmaceda
- Enamorandome de Ramón - Roxana (2017)
- Antes muerta que Lichita - Jesusa "Chuchette" (2015)
- Mi corazón es tuyo (Szerelem ajándékba) - Magdalena "Magda" de Altamirano (2014)
- Libre para amarte - Romina Estrada (2013)
- Una familia con suerte - Graciela "Chela" Torres (2011)
- Hasta Que El Dinero Nos Separe - Victoria "Vicky" De La Parra "La Pajarita"  (2009)
- Querida Enemiga (Kedves ellenség) - Diana (2008)
- Alegrijes y rebujos - Irina Calleja (2003)
- Entre el amor y el odio - Fuensanta (2002)
- Por un beso - Rita Jiménez de Ornelas (2000)
- Siempre te amaré (Sebzett szívek) - Mara (2000)
- El Niño que vino del mar - Jacinta (1999)
- Preciosa - Milagros Ortiz (1998)
- Mi querida Isabel (1997)

### Műsorok
- Mujeres Asesinas (2010)
- Al medio día (2006)
- El Cara de chango 2 (2005)
- La Escuelita VIP (2003) - Lucecita
- Doble secuestro (2003) - Valeria Montemayor
- El Cara de chango (2003) - Sonia Montano
- Cero en conducta (1998) - Rosa Davalos Montes
- Al ritmo de la noche (1997)
- Siempre en domingo (1992)